# 합동통신
합동통신(合同通信, Hapdong News Agency)은 1945년에 설립된 대한민국의 옛 뉴스통신사였다.

## 역사

### 국제통신
1945년 9월 국제통신(國際通信)이 만들어졌다. 미국 군정부가 국제통신의 기존 간부를 쫓아내고 김동성, 남상일(南相一) 등을 대신 앉히고, 11월 1일 제24군단 통신대장인 A. 글래스를 사장으로 취임시켰다.

### 연합통신
1945년 9월 6일 서울타임스 사장 민원식과 남정린(南廷麟) 등이 연합통신을 설립하였다. 민간 통신사로써 AP통신과 계약했다. 1945년 12월 20일 국제통신과 연합통신이 합병하여 합동통신사를 설립하였다.

### 합병 이후
김동성이 사장으로 취임했고, 주식회사 체제로 바꾸었다. 1950년 조선인민군에 서울이 점령되었을 땐 조선중앙통신이 합동통신사 사옥을 점거하여 사용한 적도 있었다. 서울을 수복하기 전까지는 부산에서 발행을 하였다. 1958년 종합 연감인 《합동연감 (合同年鑑)》의 발행을 시작했으며 1964년 대한민국 최초의 영어 연감인 《코리아 애뉴얼 (Korea Annual)》의 발행을 시작했다. 1960년 4·19 혁명 이후로 경영난으로 해체될 위기에 처해지자 1966년 OB그룹(현 두산그룹)이 이 회사의 주식을 잠시 인수하기도 했지만 1980년 12월 언론통폐합으로 동양통신과 섞이며 1980년 12월 31일 연합통신에 흡수·통합됐다.

## 출신 인사
(가나다 순)
- 하경덕

| - 리영희 - 민병준 - 박영상 | - 정남기 - 정동채 - 정수용 |